# Castellabate
Castellabate es un municipio italiano de 7.952 habitantes de la provincia de Salerno (región de la Campania), que forma parte del parque nacional del Cilento y Vallo de Diano, de la Comunità Montana Alento-Montestella. Desde 1998 es Patrimonio de la Humanidad de la Unesco.

## Historia
La primera referencia a Castellabate en la literatura es posiblemente de Homero pero la historia escrita de este territorio se encuentra vinculada a San Costabile Gentilcore, cuarto abad de La Trinità della Cava. En 1123, el mismo año en que fue elevado al cargo de abad, comenzó la construcción del Castillo del Ángel (10 de octubre de 1123), que después se le dedicó a él. Su título dio a la villa su nombre actual: Castrum Abbatis, el castillo del abad. Su abadía duró hasta el 17 de febrero de 1124. Su sucesor Simeon, completó su construcción y ayudó a los habitantes.
Más tarde, Castellabate cayó bajo control de la baronía del Cilento. Luego pasó, a su vez, a los Caracciolo, Loffredo, Filomarino, Acquaviva, y finalmente a la familia Granito, quienes tuvieron el título de marqués y más tarde se convirtieron en príncipes por matrimonio, en 1745. Castellabate quedó en la familia del Príncipe de Belmonte hasta el final de la época feudal.

## Transporte
La estación de ferrocarril más cercana es la de Agropoli. A ella llegan numerosos trenes, que incluyen el Eurostar Italia, y se encuentra en la ruta desde Nápoles a Reggio Calabria. En cuanto a las carreteras, está servida por la Autopista A3, que conecta la ciudad con la costa de Cilento. Se puede llegar por el mar al puerto de San Marco di Castellabate.

## Cocina
La cocina de Castellabate está basada en productos locales: vino, aceite de oliva, queso como la mozzarella, los garbanzos, el salami y elaboraciones con higos.

## Evolución demográfica

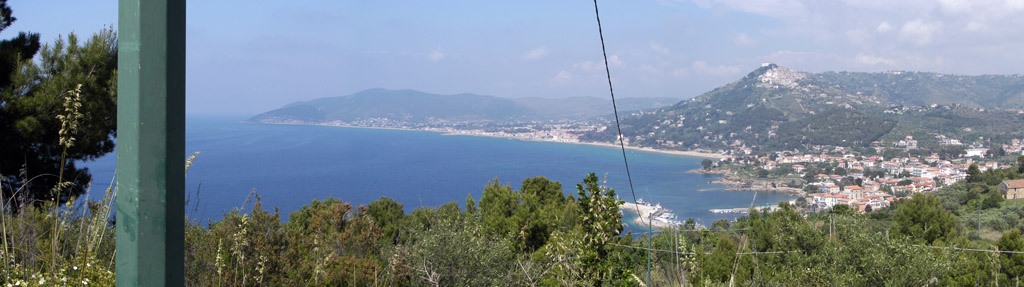
Vista panorámica de Castellabate.

| Gráfica de evolución demográfica de Castellabate entre 1861 y 2001 |
|                                                                    |
| Fuente ISTAT - elaboración gráfica de Wikipedia                    |